# Дорошенко, Пётр Дорофеевич
Пётр Дорофе́евич Дороше́нко (укр. Петро Дорофійович Дорошенко; 1627 — 19 ноября 1698) — гетман Войска Запорожского на Правобережной Украине в 1665—1676 годах с правом наследственной передачи власти под покровительством турецкого султана Мехмеда IV, противник запорожского атамана Ивана Серко. Воевода Хлынова в 1679—1682 гг. Сын Дорофея Дорошенко, внук Михаила Дорошенко.

## Биография
Родился в семье наказного гетмана Дорофея Михайловича Дорошенко и Митродоры Тихоновны Тарасенко. Будучи реестровым казаком, выдвинулся в ряды казацкой старшины во время восстания Хмельницкого (1648—1654) против Речи Посполитой. Был при правлении гетманов Богдана Хмельницкого и Ивана Выговского прилуцким и позднее черкасским полковником.
Участвовал в подавлении восстания 1657—1658 годов против гетмана Ивана Выговского и Речи Посполитой, руководимого Мартыном Пушкарём и Яковом Барабашем. Сохранял лояльность Выговскому и после его низложения как гетмана осенью 1659 года. Сдался в плен переяславскому полковнику Якиму Сомко после разгрома Выговского в битве под Хмельником.
При гетмане Павле Тетере с 1663 года — генеральный есаул в правобережном войске. После бегства Тетери, разбитого Василием Дрозденко, гетманство попытался захватить Степан Опара, поддерживаемый крымскими татарами; но последние скоро открыли его сношения с Дрозденко, захватили его в плен и предложили бывшим под его начальством казакам признать гетманом Дорошенко.
В 1665 году был избран гетманом Правобережной Украины. После смерти Дрозденко и выдачи Опары правительству Речи Посполитой весь правый берег Днепра, за исключением Киева, защищаемого царскими войсками, признал над собой власть Дорошенко, который стал стремиться к единству Украины и независимости Войска Запорожского.
Опираясь на часть казацкой старшины и духовенства, которая ориентировалась на Османскую империю и Крымское ханство, Дорошенко попытался распространить свою власть на Левобережную Украину. Созванная им рада постановила изгнать католиков с Правобережной Украины; вместе с тем Дорошенко предпринял поход на Левобережную Украину, пытаясь захватить Кременчуг. Попытка эта окончилась неудачей, но Дорошенко не оставлял своих планов, найдя для них усердную поддержку у киевского митрополита Иосифа.
Андрусовский договор, которым, по выражению Дорошенко, «государи на части разорвали Украину», положил конец надеждам запорожских казаков на полное объединение их края под властью царя и тем самым побуждал сторонников единства стать под знамёна гетмана Дорошенко, тем более что обнаруженные уже Москвой попытки централизации пугали запорожское казачество.
Но правобережная Гетманщина была слишком слаба, чтобы собственными силами выполнить поставленную программу: Дорошенко пришлось обратиться к помощи союзников. Это подрывало в корне начатое им дело, обращая борьбу за единство Гетманщины в борьбу соседних держав, причём на Юго-Западную Русь наводился новый и грозный враг в лице Османской империи. Сначала дела Дорошенко шли довольно успешно: удачно отбиваясь от Речи Посполитой с помощью татарских орд, он расширил было своё господство и на левом берегу Днепра. Пересылаясь с Иваном Брюховецким, он убеждал его восстать против царской власти, обещая передать ему тогда гетманство на правом берегу. Брюховецкий поверил обещаниям и поднял восстание, но казацкие полки и старшина подчинились прибывшему на левый берег Днепра Дорошенко и Брюховецкий был убит. Дорошенко двинулся было против воеводы Ромодановского, но, получив известие об измене жены, уехал в Чигирин, поставив на левом берегу своим наказным гетманом Демьяна Многогрешного. За время его отсутствия достигнутое было единство Гетманщины быстро уничтожилось.
Левобережная старшина, не видя помощи от Дорошенко в борьбе с Москвой, предпочла подчиниться последней, избрав себе гетманом Многогрешного. Появился новый кандидат на гетманство, выставленный Сечью — ранее запорожский писарь, а теперь кошевой атаман Пётр Суховей/Суховеенко (укр. Петро Суховiй/Суховiенко), нашедший поддержку и у крымских татар, недовольных Дорошенко. Переговоры последнего с царским правительством о признании его гетманом и на левой стороне Днепра не имели успеха, так как он требовал вывода всех воевод и ратных государевых людей из городов Гетманщины. Царское правительство предпочло утвердить гетманом Многогрешного, окончательное избрание которого и состоялось в марте 1669 года.
Дорошенко, одновременно угрожаемый Речью Посполитой и крымскими татарами, которых привёл Пётр Суховей/Суховеенко, не мог уже держаться своими силами даже на правом берегу и в марте 1669 года созвал раду, на которой правобережное казачество решило подчиниться власти турецкого падишаха, а сам он перешёл в подданство турецкого султана. По договору 1669 года, заключённому Дорошенко с султаном Мехмедом IV, правобережное Подолье переходила под власть Османской империи и гетман обязывался оказать ей военное содействие.
Если верить тому списку условий, который был доставлен в Москву («Акты Южной и Западной России», VIII, № 73), Гетманщина сохраняла за собой не только полную автономию, но и свободу от всяких податей и взносов в султанскую казну, обязываясь только поставлять казацкое войско по требованию султана и имея за то голос во внешней политике Турции, особенно по отношению к Речи Посполитой и Русскому царству.
Лично для себя Дорошенко выговорил несменяемость гетманского сана и наследство последнего в его роде. Этот договор с Османской империей погубил дело Дорошенко в глазах народа. Большая часть казаков покинула его, перейдя в войско, которым командовал Пётр Суховей/Суховеенко, признав того своим гетманом. Но и тот не удержался в звании гетмана; вскоре состоялась рада, на которой казаки и старшина избрали новым гетманом уманского полковника Михаила Ханенко, признанного вслед за этим и правительством Речи Посполитой. Помощь Турции на время отклонила беду от Дорошенко: турецкий посол именем султана отвёл обратно те крымские орды, что привёл сюда ещё  Пётр Суховей/Суховеенко и которые оставались с казаками - несмотря на то, что возглавлял их теперь Михаил Ханенко - вместе, заодно, осаждать позиции казаков, верных Петру Дорошенко; затем на помощь последнему присланы были белгородские татары, с которыми он окончательно разбил своих противников.
В декабре 1671 года, когда войско Речи Посполитой стало отвоёвывать у Дорошенко города, в Варшаву была прислана султанская грамота, требовавшая, чтобы Речь Посполитая отказалась от западнорусских земель. Весной 1672 года султан Мехмед IV с громадной армией, подкреплённой крымским ханом и казацкими отрядами Дорошенко, вторгся в Подольское воеводство и Галичину, принудил к сдаче Каменец-Подольский, жители которого были частью уничтожены, частью захвачены в рабство, и осадил Львов. Речь Посполитая была вынуждена заключить с султаном Бучацкий договор, по которому отказывалась от Правобережной Украины.
Между тем население Правобережья, разоряемое крымскими татарами и турками, массами переходило на Левобережье, и край, подчинённый Дорошенко, день ото дня пустел. Новый гетман Левобережной Украины, Иван Самойлович, пользуясь тем, что Бучацкий договор освободил российское правительство от обязательств, налагавшихся на него Андрусовским трактатом, вместе с воеводой Ромодановским переправился в 1674 году через Днепр; правобережные полки все почти передались на его сторону; на Переяславской раде Ханенко сложил с себя гетманство и Самойловича провозгласили гетманом обеих сторон Днепра. Дорошенко не явился на эту раду; когда же Самойлович и Ромодановский опять перешли через Днепр, он заперся в Чигирине и позвал на помощь турок, перед которыми русско-казацкое войско поспешно отступило. Передавшиеся было Самойловичу города и местечки подверглись страшному разорению. Власть Дорошенко становилась всё более ненавистной народу; лишь путём насилий, доходивших до зверства, удерживал он её за собой. Ввиду неминуемого падения, Дорошенко решался уже подчиниться Москве, но хотел сохранить за собой гетманское достоинство и с этой целью обратился к посредничеству запорожского кошевого Ивана Серко. Последнее было отклонено российским правительством.
Деятельность Дорошенко не только не привела к осуществлению намеченного им плана, но сделала его ещё более недостижимым.
Осенью 1676 года Самойлович и Ромодановский предприняли новый поход к Чигирину. Лишившись поддержки казачества, гетман Дорошенко капитулировал в том же году перед войсками Ромодановского, сдался и принёс присягу Русскому царству. В 1677 году он был отправлен в Москву и более уже не вернулся на родину.
В 1679 году Дорошенко был назначен российским правительством воеводой в Хлынов (1679—1682).
В 1684 году получил подмосковное село Ярополец с присёлками и деревнями по Указу царевны-регентши Софьи Алексеевны от имени царей, государей и великих князей Ивана V и Петра I «вместо денежного жалования, что ему давано по 1000 рублей». Дорошенко прожил здесь на покое 13 лет, здесь же умер 19 ноября 1698 года (9 ноября 7206 года по Сентябрьскому стилю) и был похоронен, о чём свидетельствует надпись на памятнике над могилой в центре села на старинном погосте: «Лета 7206, ноября в 9 день преставился раб божий, Гетман Войска Запорожского Петр Дорофеев сын Дорошенко, а поживе от рождества своего 71 год, а положен бысть на сем месте». Имение было поделено на две части и унаследовано его сыновьями Александром и Петром. Младший сын Пётр продал свою северную часть Григорию Чернышёву, родоначальнику графов Чернышёвых, выстроившим на этой земле знаменитую усадьбу Ярополец.

## Память

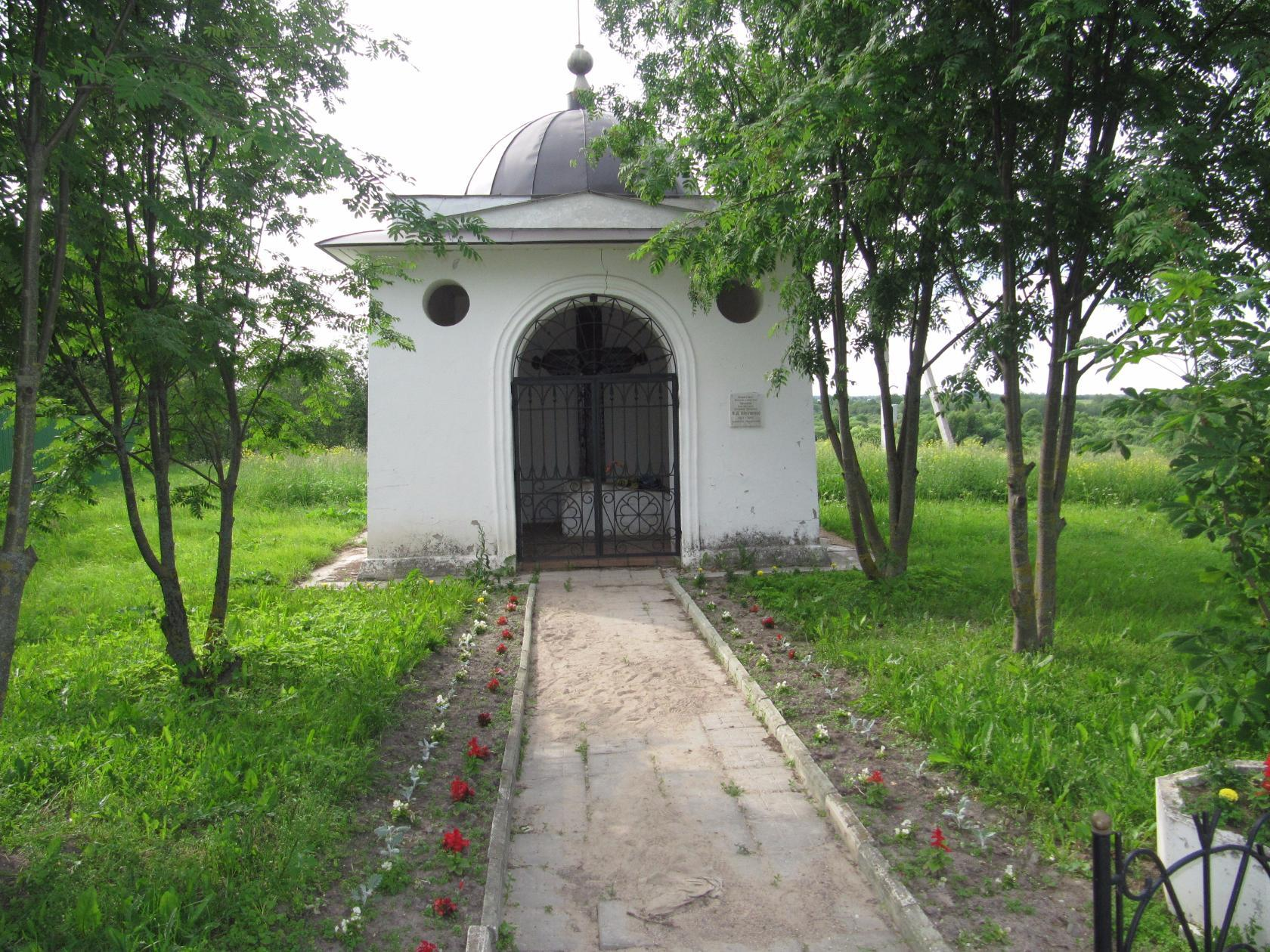
Часовня над могилой Дорошенко

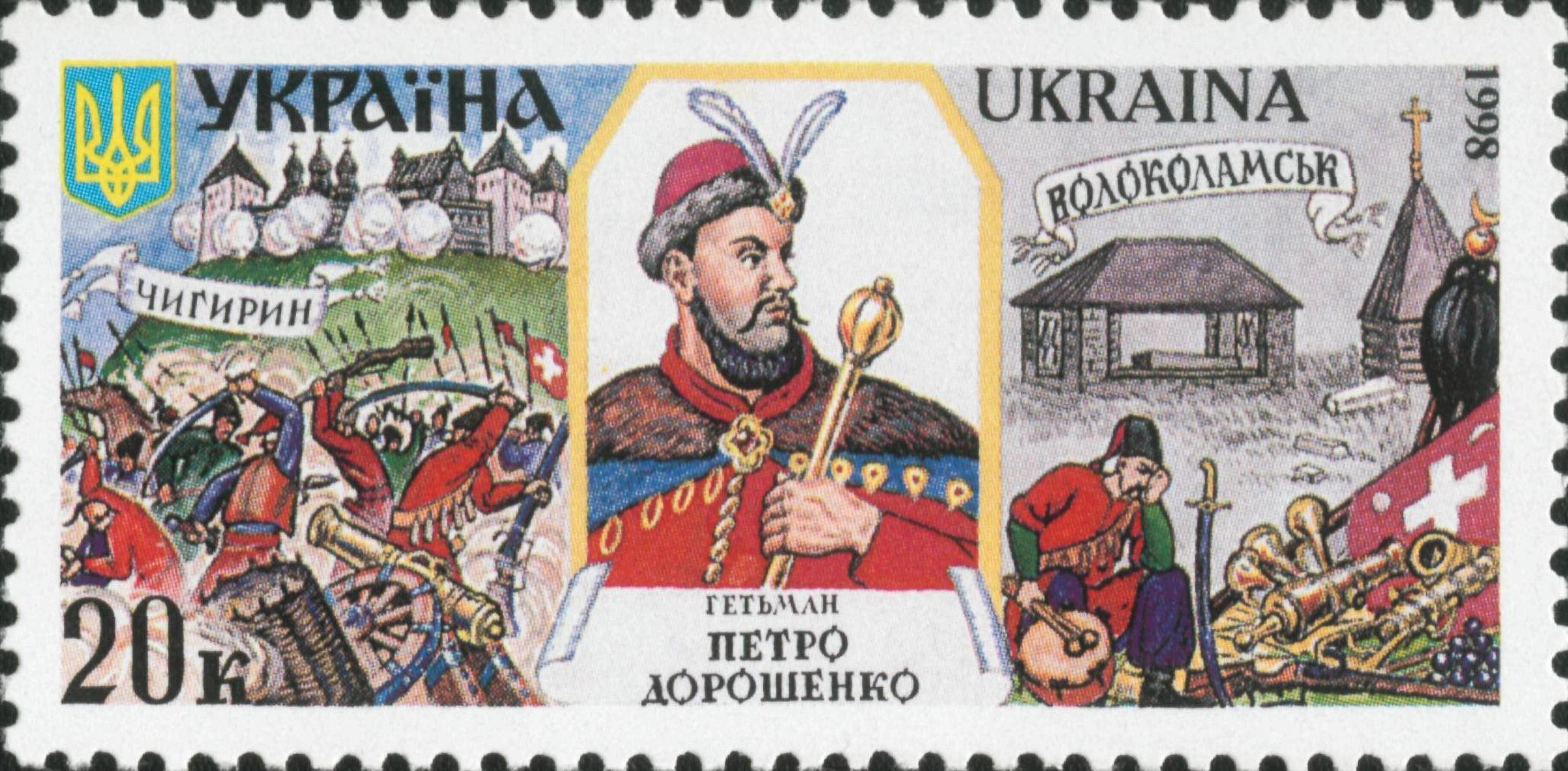
На почтовой марке Укрпочты (1998)

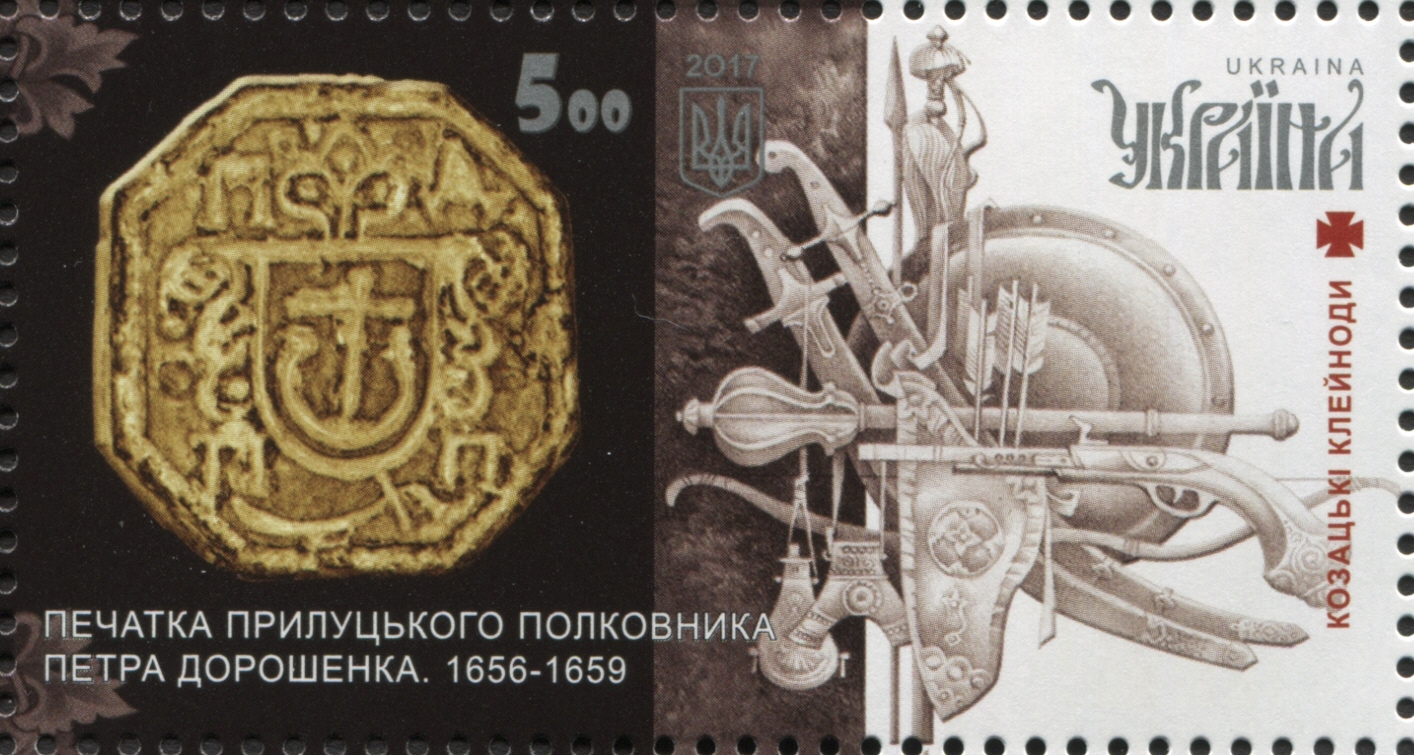
Печатка прилуцкого полковника Петра Дорошенко (1656—1659) на почтовой марке Украпочты (2017)

По повелению Димитрия Ростовского, отец которого служил вместе с Дорошенко, над могилой последнего была воздвигнута часовня, его же стараниями здесь проводились регулярные панихиды.
Первый мавзолей обветшал к середине 1820-х годов, его сменил новый, в стиле ампир, возведённый в 1844 году. Среди ярополецких крестьян бытовало предание, что в 1833 году Пушкин посоветовал своему шурину И. Н. Гончарову построить новую часовню над могилой Дорошенко. Это сообщение со слов старожила Яропольца Смолина записал В. Гиляровский, побывавший в усадьбе в 1903 году. Часовня была разрушена в 1953 г.
Часовня над могилой Дорошенко была воссоздана с некоторыми изменениями в пропорциях в 1999 году по проекту архитектора-реставратора Л. Г. Поляковой.
- В 1919 году в честь гетмана был переименован недостроенный крейсер «Адмирал Лазарев»[6].
- именем гетмана был назван «1-й Запорожский пеший полк имени Петра Дорошенко»[укр.] армии УНР.
- На Украине выпущена серебряная монета с изображением Петра Дорошенко.
- В 1998 году была выпущена почтовая марка Украины, посвященная Дорошенко.
- В 2013 году при поддержке Музея гетманства был создан «Гетманский фонд Петра Дорошенко». Фонд осуществляет исследования деятельности гетманов Украины Михаила и Петра Дорошенко, распространение информации о них, исследования родословной Дорошенко.
- В честь Петра Дорошенко названы улицы в городах: Киев, Львов, Ивано-Франковск, Запорожье, Днепре, Переяслав, Ровно, Чигирин и др.

### Экранизации
- «Гетман» 2015 (Украина)

## Семья
Жёны:
- Ефросиния, дочь Павла Яненко-Хмельницкого, племянника Богдана Хмельницкого. В браке родилась дочь Мария, жена русского адмирала Ивана Головина.
- Анна, дочь полковника Белоцерковского полка Семёна (Симеона) Половца, генерального судьи при гетмане Правобережной Украины. В браке родилась дочь Любовь, жена Ефима Лизогуба, полковника Черниговского и генерального хорунжего времён Мазепы.
- Агафья (c 1684 года), дочь Бориса Фёдоровича Еропкина, отец которого был убит под Конотопом. В этом браке родились три сына.

Ярополец унаследовала внучка Дорошенко, Екатерина Александровна, которая вышла замуж за генерала Александра Загряжского. Через Загряжских прапраправнучками гетмана были Наталья Гончарова (жена А. С. Пушкина) и Идалия Полетика. Александр Пушкин в письме жене от 26 августа 1833 года рассказывал, как, будучи в Яропольце в гостях у тёщи, «ходил на поклонение» к праху Дорошенко.